# مانويل مدريد
مانويل مدريد (بالإسبانية: Manuel Madrid) هو لاعب كرة قدم مكسيكي في مركز الدفاع، ولد في 22 أغسطس 1993 في تشيهواهوا في المكسيك. لعب مع كروز آزول.